# الهيئة الألمانية للتبادل الأكاديمي
الهيئة الألمانية للتبادل الأكاديمي (بالألمانية: Deutsche Akademische Austauschdienst e. V. (DAAD)) هي هيئة تبادل علمي للجامعات والمعاهد الألمانية على مستوى العالم. أُسست في الأول من يناير عام 1925 بسبب مبادرة طلابية خاصة تحت اسم هيئة التبادل الأكاديمي وتُختصر «اه اه ده» (بالألمانية:„Akademischer Austauschdienst“ e. V. (AAD)) في هايدلبرغ، ولكن تم نقل المقر إلى برلين في العام ذاته.
في عام 1933 أصبحت الهيئة تابعة للنظام النازي، ودُمر المقر عام 1943 بسبب انفجار قنبلة في منطقة برلينر شتادشلوس ثم تم حل الهيئة عام 1945. أٌعيد تأسيسها مرة أخرى في الخامس من أغسطس عام 1950 في بون تحت اسم الداد. تتولى مارجريت فينترمانتل رئاسة الهيئة منذ مطلع عام 2012.

## المهام والأهداف

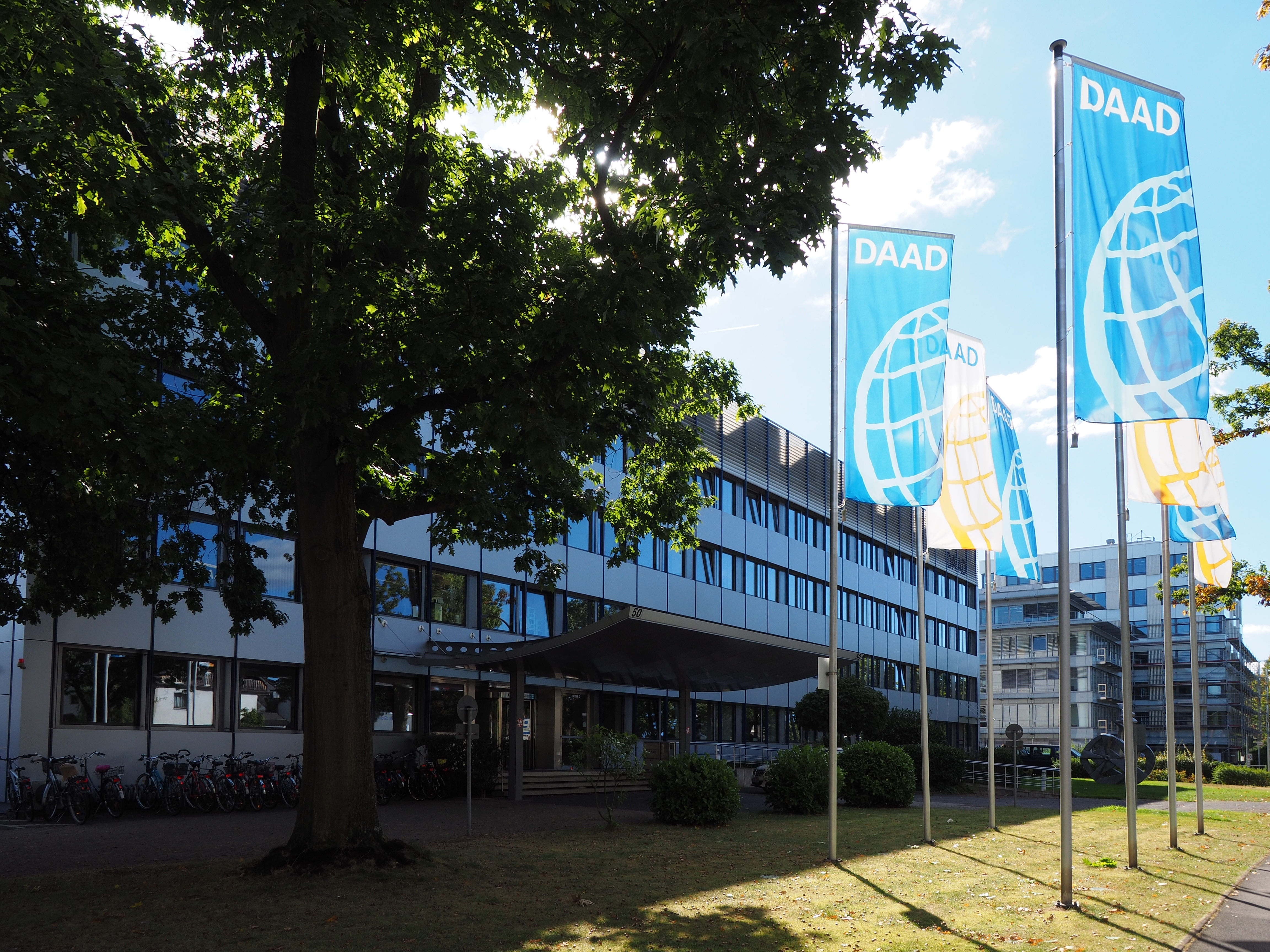
المقر الرئيس للهيئة الألمانية للتبادل الأكاديمي في بون، ويظهر في الصورة الأعلام الخاصة بالهيئة

إن هيئة الداد هي منظمة تدعم تبادل الطلاب والباحثين على مستوى العالم، وقد دعمت أكثر من 2,3 مليون أكاديمي على مستوى العالم منذ تأسيسها في عام 1925. (في 2017) 

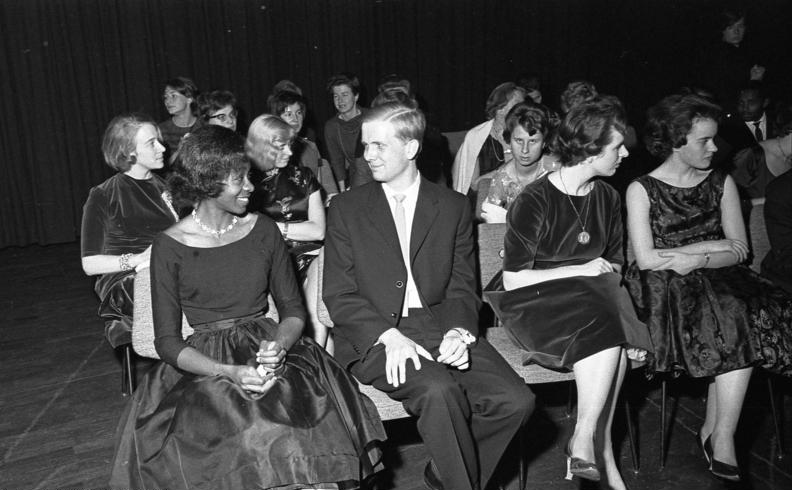
صورة من فاعلية لهيئة الداد في قاعة بيتهوفن في بون في ديسمبر 1961

تتجاوز مهام الهيئة الألمانية للتبادل الأكاديمي تقديم منحة دراسية فحسب بل أيضًا تدعم الطابع الدولي للجامعات الألمانية وتقوي اللغة الألمانية وعلومها وتدعم الدول النامية من خلال بناء الجامعات التي تتمتع بالكفاءة إضافة إلى أنها تقدم النصائح فيما يتعلق بالسياسة الثقافية والسياسة التعليمية والسياسة التنموية.
قدمت الهيئة الألمانية للتبادل الأكاديمي في عام 2017 أكثر من 250 برنامج حول العالم لأكثر من 140000 ألماني وأجنبي تقريبًا.، وتعرض المنحة دراسة ترم دراسي للطلاب الأجانب الشباب حتى دراسة الدكتوراه وكذلك منح للتدريب ومنح للمُعيدي وأستاذة الجامعات. تدعم هيئة الداد النشاطات العالمية للجامعات الألمانية من خلال الدعاية والنشر والفاعليات والتدريبات.
يتم الإعلان عن المنح الدراسية في العادة من خلال السفارات الألمانية وفروع هيئة الداد ومراكز المعلومات الألمانية والجامعات الألمانية الشريكة للهيئة في البلاد الأجنبية. يتوسط مكتب الخارجية الأكاديمي لإحدى الجامعات الألمانية التواصل مع هيئة الداد فيما يتعلق بالطلاب الألمان، ولكن يستثنى من ذلك منحة الفن في برلين المقدمة من هيئة الداد (Berliner Künstlerprogramm des DAAD) التي مُوجه للفنانين والمؤلفين والموسيقين.
تُعد الهيئة الألمانية للتبادل الأكاديمي بوابة عالمية لتنسيق وإجراء برنامج إيراسموس التابع إلى الاتحاد الأوروبي.

## التمويل
إن ميزانية هيئة التبادل الأكاديمي الألماني تعتمد على وسائل حكومية ولكنها قائمة أيضًا على أموال المتبرعين والمنظمات (في عام 2017):
- وزارة الخارجية الألمانية: 185 مليون يورو
- الوزارة الاتحادية للتعليم والبحوث: 137 مليون يورو
- الوزارة الاتحادية للتعاون الاقتصادي والتنمية: 54 مليون يورو
- الاتحاد الأوروبي: 110 مليون يورو
- أخرى: 36 مليون يورو

و بالتالي يكون إجمالي ميزانية هيئة التبادل العلمي الألماني من جميع الوسائل 522 مليون يورو وذلك في عام 2017.

### التأمين
توفر هيئة التبادل الأكاديمي الألماني تأمينًا صحيًا وتأمين الرعاية التمريضية وتأمين ضد الحوادث وتأمين ضد الغير للطلاب الحاصلين على المنح الدراسية سواء كانوا من بلاد أجنبية ويأتون للدراسة في ألمانيا أم كانوا طلاب ألمان ويدرسون في الخارج.

## الهيئة

### الأعضاء
يتكون مجلس إدارة الهيئة الألمانية للتبادل الأكاديمي من الرئيس بجانب نائب الرئيس وممثلي الجامعات الألمانية- سواء كانوا رؤساء جامعات أو رؤساء أو مديرين المكاتب الأكاديمية الأجنبية- وأربعة ممثلين للشؤون الطلابية وممثل لاتحاد المتبرعين من أجل العلم الألماني (بالألمانية: Stifterverband für die Deutsche Wissenschaft). يتم انتخاب أعضاء مجلس الإدارة خلال اجتماع الأعضاء الذي يجب أن يحصد فيه ممثلو الشؤون الطلابية أغلبية الأصوات، ويكون عدد ممثلي الجامعات أربعة. ويتعاون أيضًا:
- ممثلين عن وزارة الخارجية الألمانية والوزارة الاتحادية الألمانية للتعليم والبحوث والوزارة الاتحادية الألمانية للتعاون الاقتصادي والتنمية.
- رئيس مؤتمر رؤساء الجامعات الألمانية (HRK) ورئيس معهد جوته ورئيس مؤسسة ألكسندر فون هومبلدت (AvH).
- الأمين العام لمؤتمر وزراء الثقافة (KMK).

يُعقد اجتماع الأعضاء مرة واحدة في العام.
| اسم الرئيس         | فترة المنصب  |
| ------------------ | ------------ |
| ألفرد ويبر         | (1925)       |
| فيكتور برونوس      | (1925-1931)  |
| تيودور ليفالد      | (1931-1933)  |
| ايفالد فون ماسو    | (1933-1942)  |
| جوستاف فون شيل     | (1942-1945)  |
| ثيودور كلاوزر      | (1950-1954)  |
| فيرنير ريشتر       | (1954-1959)  |
| ايميل ليرنأرتست    | (1960-1968)  |
| جيرهارد كيلفاين    | (1968-1972)  |
| هانزجيرد شولته     | (1972-1987)  |
| تيودور بيرشم       | (1988-2007)  |
| شتيفان هورتموت     | (2008-2010)  |
| زابينه كونست       | (2010-2011)  |
| مارجريت فينترمانتل | (2012- 2019) |

### الفروع ومراكز المعلومات
يتولى خمسة عشر فرعًا وخمسة وستون مركز معلومات في ستين بلد مهمة التواصل مع البلاد الشريكة. إن أول فرع للهيئة أٌسس في لندن عام 1927، أما أحدث فروعها فقد تم تأسيسه في بروكسل عام 2007.
فروع الهئية وفقًا لسنة افتتاحها:

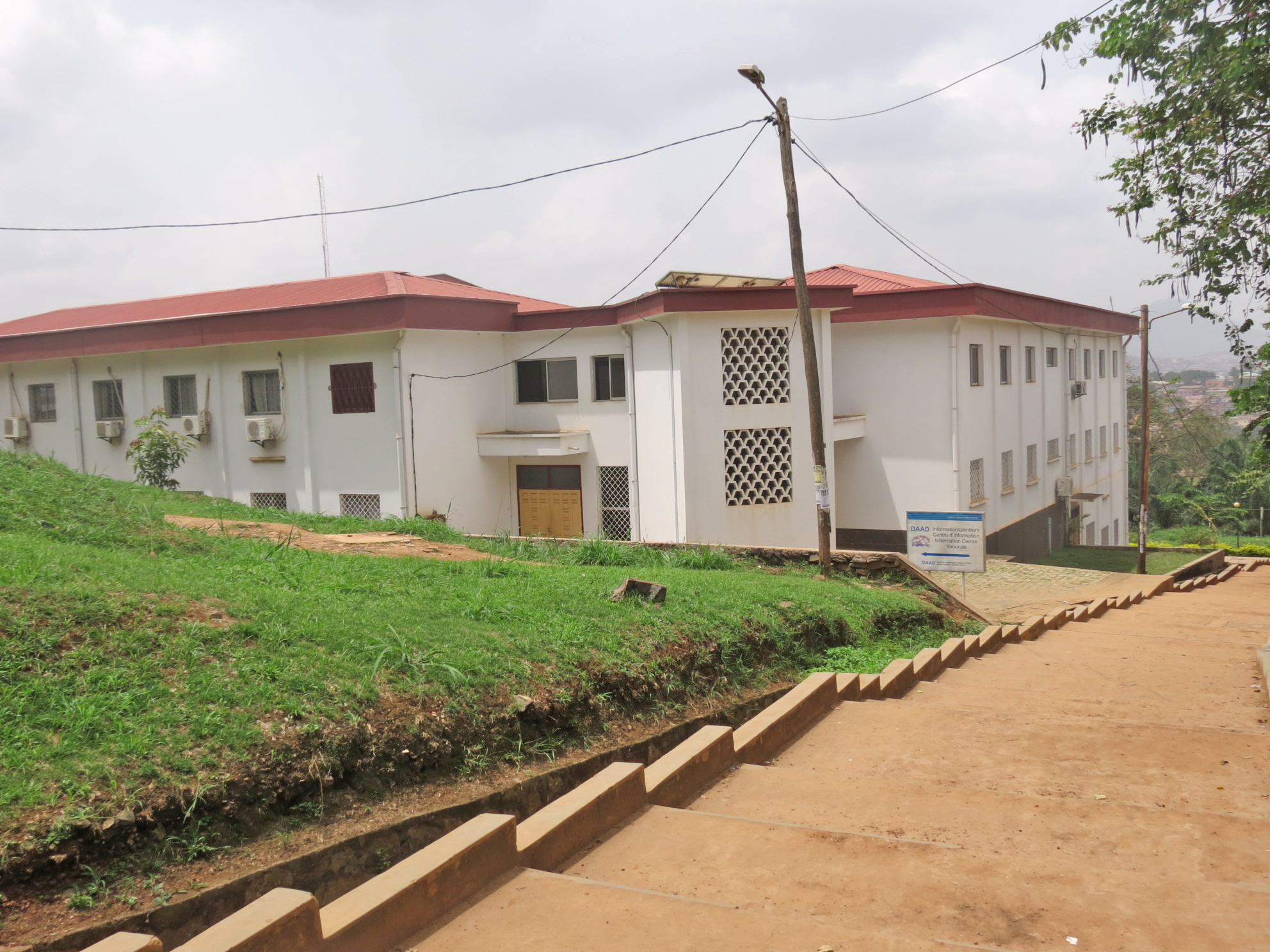
مقر مركز المعلومات التابع لهيئة التبادل الأكاديمي الألماني في ياوندي عاصمة الكاميرون

- فرع الهيئة الألمانية للتبادل الأكاديمي في لندن (أُسس في عام 1972، وأُفتتح في عام 1952)[19]
- فرع الهيئة الألمانية للتبادل الأكاديمي في القاهرة (1960)[20]
- فرع الهيئة الألمانية للتبادل الأكاديمي في نيودلهي (1960)
- فرع الهيئة الألمانية للتبادل الأكاديمي في باريس (1963)[21]
- فرع الهيئة الألمانية للتبادل الأكاديمي في نيويورك (1971)
- فرع الهيئة الألمانية للتبادل الأكاديمي في ريو دي جانيرو (1972) [22]
- فرع الهيئة الألمانية للتبادل الأكاديمي في موسكو (1973)
- فرع الهيئة الألمانية للتبادل الأكاديمي في نيروبي (1973) [23]
- فرع الهيئة الألمانية للتبادل الأكاديمي في طوكيو (1978)
- فرع الهيئة الألمانية للتبادل الأكاديمي في جاكرتا (1990)[24]
- فرع الهيئة الألمانية للتبادل الأكاديمي في بيكين (1994) [25]
- فرع الهيئة الألمانية للتبادل الأكاديمي في وارسو (1997) [26]
- فرع الهيئة الألمانية للتبادل الأكاديمي في مدينة مكسيكو (2001) [27]
- فرع الهيئة الألمانية للتبادل الأكاديمي في هانوي (2003) [28]
- فرع الهيئة الألمانية للتبادل الأكاديمي في بروكسل (2007)[29]

### رابطة أصدقاء الداد
يهتم الطلاب الألمان الحاصلين على منحة الداد سابقًا والمنضمين إلى رابطة أصدقاء الداد بالطلاب الأجانب الحاصلين على المنحة. وقد أسُست الرابطة في عام 1981 وتضم 1500 عضو على صعيد الولايات الألمانية. ويوجد في العديد من المدن الجامعية مجموعات تنظم الرعاية والإشراف على الطلاب الأجانب الحاصلين على المنحة.
و يوجد أيضًا في بلاد كثيرة رابطات أصدقاء الداد والتي تتكون من الطلاب الأجانب اللذين حصوا على المنحة مسبقًا.

## أخرى
و فقًا لاستطلاع رأي أُجري مع حوالي 79.000 شخص فإن الطلاب المشاركين في برنامج إيراسموس التابع للداد يرتبطون بشركاء أجانب بنسبة مضاعفة تصل إلى 27 بالمئة عن الطلاب الذين لم يقيموا في الخارج اللذين تكون النسبة لديهم 13 بالمئة، وعلاوة على ذلك فإن نسبة البطالة لدى طلاب إيراسموس بعد خمس سنوات من إتمام البرنامج تكون منخفضة بنسبة 23 بالمئة عن أولئك اللذين لم يهدفوا للدراسة أو الحصول على تدريب في الخارج.
في عام 2018 اشتركت الهئية الألمانية للتبادل الأكاديمي بالتعاون مع وزارة العلوم لولاية براندنبورغ في برنامج المعلمين اللاجئين (بالإنجليزية:Refugee Teachers Program) والذي بدوره يساعد المعلمين اللاجئين على الاندماج.

## الجوائز

### جائزة يعقوب وويليام جريم
تقدم الهيئة الألمانية للتبادل الأكاديمي سنويًا  جائزة يعقوب وويليام جريم (بالألمانية:Jakob- und Wilhelm-Grimm-Preis) للباحثين الأجانب «لأعمالهم المتميزة في مجالات الأدب الألماني وعلوم اللغة الألمانية واللغة الألمانية كلغة ثانية والأبحاث حول ألمانيا». وتبلغ قيمة الجائزة 10.000 يورو، وهي لذكرى الأخويين جريم وهما باحثان لغويان ومؤسسان علوم اللغة الألمانية. وتوفر الجائزة أيضًا إقامة بحثية تابعة لإحدى الجامعات الألمانية لمدة أربع أسابيع.

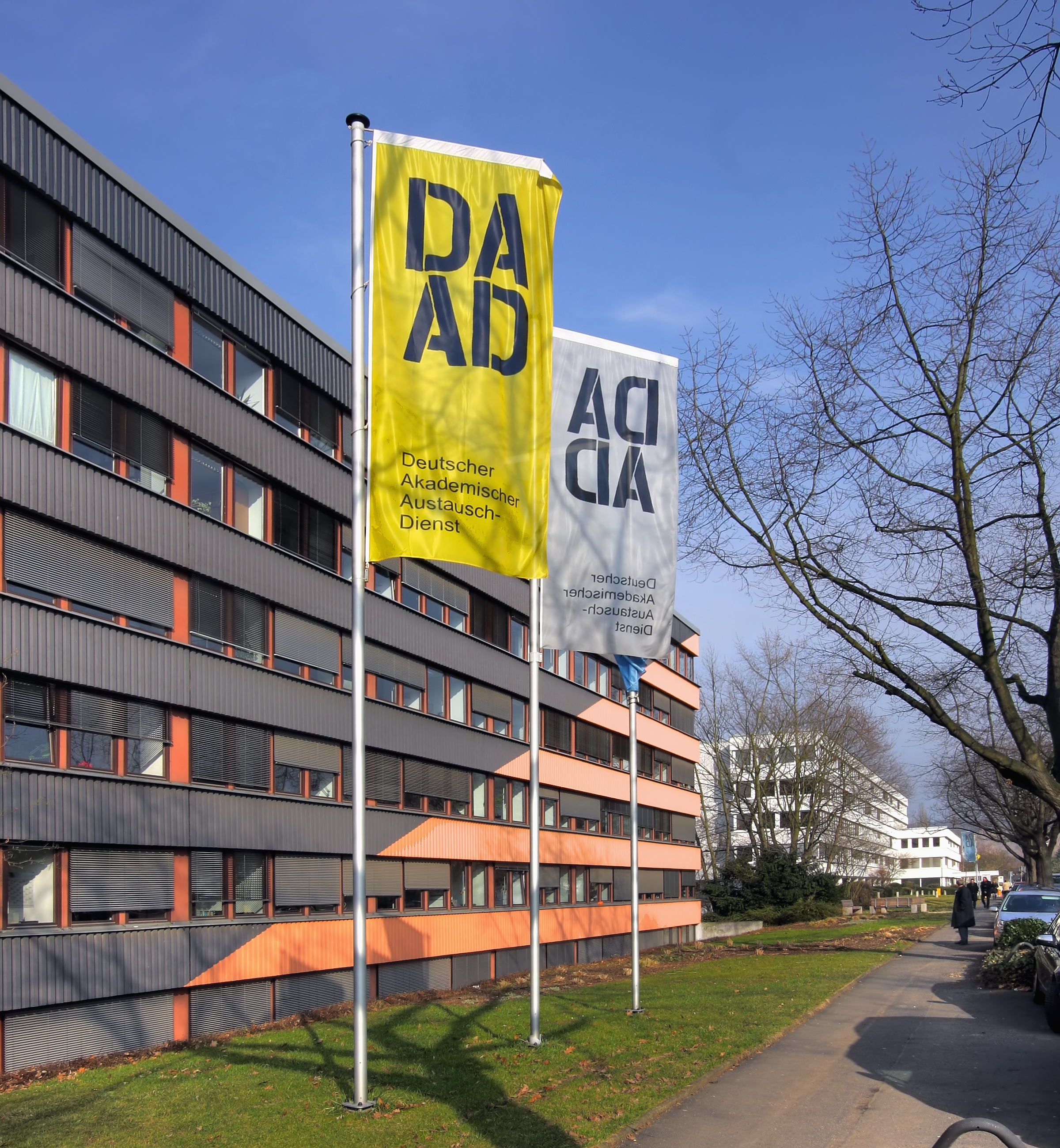
أعلام الهيئة الألمانية للتبادل العلمي (داد) في بون

### جائزة تيودور بيرشيم
يعود اسم الجائزة (بالألمانية: Theodor-Berchem-Preis) إلى السيد تيودور بيرشم الذي ترأس الهيئة لسنين طوال، وتم الإعلان عنها أول مرة عام 2011 وتُقدر الجائزة بقيمة 10.000 يورو. تُمنح الجائزة كل عاميين للمساهمات العالمية والبينية الثقافية، وكان أول من فاز بهذه الجائزة هو بوركارد راوهوت رئيس جامعة آخن.

### جائزة أه أه
إن جائزة أه أه (بالألمانية: AA-Preis) تقدمها الهيئة الألمانية للتبادل الأكاديمي سنويًا بالتعاون من وزارة الخارجية الألمانية منذ عام 1998، وتبلغ منذ عام 2013 قيمة 20.000 يورو.

## وصلات خارجية
- الموقع الرسمي للهيئة الألمانية للتبادل الأكاديمي(باللغة الألمانية)
- موقع الهيئة في القاهرة (باللئة الألمانية)